# Gonora hyelosioides
Gonora hyelosioides là một loài bướm đêm trong họ Geometridae.